# Kraton (Krian)
Kraton is een bestuurslaag in het regentschap Sidoarjo van de provincie Oost-Java, Indonesië. Kraton telt 7312 inwoners (volkstelling 2010).